# Puchar Króla (2019/2020)
Puchar Króla 2019/2020 – 116. edycja Pucharu Króla. Rozgrywki rozpoczęły się 13 listopada 2019 a zakończyły się finałem rozgrywanym na Estadio La Cartuja w Sewilli 3 kwietnia 2021. Tytułu z poprzedniego sezonu bronił klub Valencia CF. W finale Real Sociedad pokonał Athletic Bilbao 1:0 i zdobył Puchar Króla.
Początkowo finał miał się odbyć 18 kwietnia 2020 roku, jednak z powodu pandemii COVID-19 i zawieszeniu rozgrywek w Hiszpanii w marcu 2020 roku został on przełożony. Po wznowieniu rozgrywek finaliści Athletic Bilbao i Real Sociedad naciskały federację, aby finał mógł odbyć się z udziałem kibiców. W związku z tym finał był przekładany, gdyż sytuacja pandemiczna nie pozwalała na rozegranie meczu z kibicami. Ostatecznie finał odbył się 3 kwietnia 2021 roku.

## Zakwalifikowane drużyny
Poniższe drużyny zakwalifikowały się do udziału w Copa del Rey 2019/2020:
4 półfinalistów Superpucharu Hiszpanii 2019/2020:
| - Atlético Madryt - FC Barcelona | - Real Madryt - Valencia CF |

16 drużyn z Primera División (2018/2019):
| - Athletic Bilbao - Celta Vigo - Deportivo Alavés - SD Eibar - RCD Espanyol - Getafe CF - Girona FC - SD Huesca | - CD Leganés - Levante UD - Rayo Vallecano - Real Betis - Real Sociedad - Sevilla FC - Real Valladolid - Villarreal CF |

21 zespołów z Segunda División (2018/2019):
| - Albacete Balompié - AD Alcorcón - UD Almería - Cádiz CF - Córdoba CF - Deportivo La Coruña - Elche CF - Extremadura UD - Gimnàstic Tarragona - Granada CF - UD Las Palmas | - CD Lugo - Málaga CF - RCD Mallorca - CD Numancia - CA Osasuna - Real Oviedo - CF Rayo Majadahonda - Sporting Gijón - CD Tenerife - Real Saragossa |

28 zespołów z Segunda División B (2018/2019). Zespoły z pięciu najlepszych miejsc z czterech grup (oprócz drużyn rezerw) oraz pięć drużyn z największą liczbą punktów (nie wliczając drużyn rezerw):
| - SD Amorebieta - CD Atlético Baleares - CF Badalona - CD Badajoz - Barakaldo CF - FC Cartagena - UE Cornellà - Cultural Leonesa - CD Ebro - CF Fuenlabrada - CD Guijuelo - Hércules CF - UD Ibiza - UP Langreo | - SD Leioa - Lleida Esportiu - Marbella FC - UD Melilla - CD Mirandés - UE Olot - SD Ponferradina - Pontevedra CF - Racing Santander - Recreativo Huelva - UD San Sebastián de los Reyes - UCAM Murcia CF - UD Logroñés - Unionistas de Salamanca CF |

32 drużyny z Tercera División (2018/2019). Zwycięzcy każdej z osiemnastu grup (oprócz drużyn rezerw):
| - Bergantiños CF - CP Cacereño - AD Ceuta FC - UM Escobedo - Gimnástica Segoviana CF - Haro Deportivo - CF Illueca - Real Jaén - CE L’Hospitalet - CF La Nucia - CD Laredo - Las Rozas CF - CD Lealtad - Linares Deportivo - UE Llagostera - CF Lorca Deportiva | - Marino de Luanco - CD Mensajero - Mérida AD - Orihuela CF - SCR Peña Deportiva - Peña Sport FC - Club Portugalete - Racing de Ferrol - SD Logroñés - Sestao River Club - UD Socuéllamos - UD Tamaraceite - SD Tarazona - Villarrubia CF - Yeclano Deportivo - Zamora CF |

4 półfinalistów Copa Federación z sezonu 2018/2019:
| - CD Castellón - Coruxo FC | - Real Murcia - CD Tudelano |

20 drużyn z zakwalifikowanych do piątego poziomu hiszpańskich rozgrywek z sezonu 2018/2019:
| - FC Andorra - CE Andratx - CA Antoniano - Atlético Porcuna CF - CD Barquereño - CD Becerril - Comillas CF - CD El Álamo - UD Fraga - UD Gran Tarajal | - CF Intercity - AD Lobón - Melilla CD - El Palmar CF - CD Pedroñeras - CD Peña Azagresa - CD Pontellas - CB Ramón y Cajal - Tolosa CF - Urraca CF |

## Sezon i format rozgrywek
29 kwietnia 2019 roku Hiszpańska Federacja Piłkarska ogłosiła nowy format rozgrywek.
Ten format powoduje, że do etapu ćwierćfinałów będzie rozgrywany jeden mecz, a od półfinału dwumecz.
Hiszpańska Federacja Piłkarska zatwierdziła ten format 31 lipca 2019.
| Runda          | Data losowania       | Terminy meczów                                           | Liczba meczów | Liczba zespołów | Drużyny wchodzące do gry |
| -------------- | -------------------- | -------------------------------------------------------- | ------------- | --------------- | --- |
| Runda wstępna  | 17 października 2019 | 13 listopada 2019                                        | 10            | 121 → 111       | Nowi uczestnicy: Kluby zakwalifikowane do piątego poziomu rozgrywek 2018–19 Rozstawienie przeciwników: Zespoły rozstawione zgodnie z kryteriami bliskości. Rozstawianie drużyn lokalnych: Losowanie. Typ turnieju pucharowego: pojedynczy mecz. |
| Pierwsza runda | 17 listopada 2019    | 17–18 grudnia 2019 (dwa mecze rozegrano 8 stycznia 2020) | 55            | 111 → 56        | Nowi uczestnicy: Wszystkie zakwalifikowane drużyny z wyjątkiem czterech uczestników Superpucharu Hiszpanii. Rozstawianie przeciwników: Drużyny z La Liga zmierzyły się z drużynami z najniższych dywizji. Cztery pozostałe drużyny zmierzą się z drużynami z Segunda División B. Jedna drużyna otrzymała wolny los. Rozstawianie drużyn lokalnych: Mecz rozgrywany u siebie w drużynie z niższej ligi. Typ turnieju pucharowego: pojedynczy mecz. |
| Druga runda    | 20 grudnia 2019      | 11–12 stycznia 2020                                      | 28            | 56 → 28         | Rozstawianie przeciwników: Drużyny z najniższych dywizji zmierzą się z drużynami La Liga. Rozstawianie drużyn lokalnych: mecz rozgrywany u siebie w drużynie z niższej ligi. Typ turnieju pucharowego: pojedynczy mecz. |
| 1/16 finału    | 14 stycznia 2020     | 21–23 stycznia 2020                                      | 16            | 32 → 16         | Nowi uczestnicy: Do gry wchodzą czterej uczestnicy Superpucharu Hiszpanii. Rozstawianie przeciwników: Drużyny z najniższych dywizji zmierzą się z drużynami La Liga Rozstawianie drużyn lokalnych: Mecz rozgrywany u siebie w drużynie z niższej ligi. Typ turnieju pucharowego: pojedynczy mecz. |
| 1/8 finału     | 24 stycznia 2020     | 28–30 stycznia 2020                                      | 8             | 16 → 8          | Rozstawianie przeciwników: Drużyny z najniższych dywizji zmierzą się z drużynami La Liga Rozstawianie drużyn lokalnych: mecz rozgrywany u siebie w drużynie z niższej ligi. Typ turnieju pucharowego: pojedynczy mecz. |
| Ćwierćfinały   | 31 stycznia 2020     | 4–6 lutego 2020                                          | 4             | 8 → 4           | Rozstawianie przeciwników: Losowanie Rozstawianie drużyn lokalnych: mecz rozgrywany u siebie w drużynie z niższej ligi. Typ turnieju pucharowego: pojedynczy mecz. |
| Półfinały      | 7 lutego 2020        | 12 lutego 2020                                           | 2             | 4 → 2           | Rozstawianie przeciwników: Losowanie. Rozstawianie drużyn lokalnych: mecz rozgrywany u siebie w drużynie z niższej ligi. Typ turnieju pucharowego: dwumecz. |
| Półfinały      | 7 lutego 2020        | 4 Marca 2020                                             | 2             | 4 → 2           | Rozstawianie przeciwników: Losowanie. Rozstawianie drużyn lokalnych: mecz rozgrywany u siebie w drużynie z niższej ligi. Typ turnieju pucharowego: dwumecz. |
| Finał          |                      | 3 kwietnia 2021                                          | 1             | 2 → 1           | Pojedynczy mecz rozgrywany na Estadio La Cartuja w Sewilli. Zwycięzca meczu awansuje do Ligi Europy UEFA (2020/2021). |

## Runda wstępna
Zespoły zostały rozlosowane według kryteriów geograficznych, tak, aby zespoły miały jak najmniej odległości do przebycia przed meczem. Losowanie odbyło 17 października 2019 roku.
Mecze zostały rozegrane były 13 listopada 2019 roku (rozegrany został jeden mecz).
| Drużyna 1        | Wynik        | Drużyna 2           |
| ---------------- | ------------ | ------------------- |
| Tolosa CF        | 1:0          | CD Pontellas        |
| CD Becerril      | 1:0          | Urraca CF           |
| FC Andorra       | 3:0          | CE Andratx          |
| Comillas CF      | 1:1 (k. 3:2) | CD Barquereño       |
| UD Fraga         | 0:1          | CD Peña Azagresa    |
| Melilla CD       | 1:0 (dogr.)  | AD Lobón            |
| CA Antoniano     | 2:0          | Atlético Porcuna CF |
| CB Ramón y Cajal | 1:2          | El Palmar CF        |
| CD El Álamo      | 2:1          | CD Pedroñeras       |
| CF Intercity     | 3:0          | UD Gran Tarajal     |

## Pierwsza runda
W tej rundzie udział wzięły drużyny zwycięskie z Rundy wstępnej a także wszystkie pozostałe drużyny z wyjątkiem półfinalistów Superpucharu Hiszpanii. Zespoły zostały rozlosowane tak, aby drużyny z Primera División zmierzyły się z drużynami z niższych dywizji. Losowanie odbyło 17 listopada 2019 roku.
Mecze zostały rozegrane były pomiędzy 11 grudnia 2019 roku a 8 stycznia 2020 roku (rozegrany został jeden mecz).
| Drużyna 1                     | Wynik        | Drużyna 2            |
| ----------------------------- | ------------ | -------------------- |
| 11 grudnia 2019               |              |                      |
| UD Logroñés                   | 2:1          | Marino de Luanco     |
| 17 grudnia 2019               |              |                      |
| CD Lealtad                    | 0:1          | Cádiz CF             |
| Coruxo FC                     | 4:5 (dogr.)  | CD Mirandés          |
| Real Jaén                     | 3:1          | Deportivo Alavés     |
| SD Logroñés                   | 0:5          | SD Eibar             |
| CE L’Hospitalet               | 2:3 (dogr.)  | Granada CF           |
| CF Illueca                    | 0:2          | Deportivo La Coruña  |
| UP Langreo                    | 2:3          | CD Ebro              |
| Marbella                      | 2:1          | CD Guijuelo          |
| CD Castellón                  | 0:2          | UD Las Palmas        |
| CP Cacereño                   | 1:0          | AD Alcorcón          |
| UD Socuéllamos                | 0:1          | Real Saragossa       |
| Club Portugalete              | 1:0          | CF Extremadura       |
| Peña Sport FC                 | 0:1 (dogr.)  | Fuenlabrada          |
| SD Tarazona                   | 0:1 (dogr.)  | Rayo Vallecano       |
| Gimnástica Segoviana CF       | 0:2          | Elche CF             |
| Zamora CF                     | 2:1          | Sporting Gijón       |
| UM Escobedo                   | 2:0          | Málaga CF            |
| Unionistas de Salamanca CF    | 1:0          | CD Atlético Baleares |
| Hércules CF                   | 0:1          | Recreativo Huelva    |
| CF Intercity                  | 0:3          | Athletic Bilbao      |
| FC Andorra                    | 1:1 (k. 5:6) | CD Leganés           |
| AD Ceuta FC                   | 1:1 (k. 3:2) | CD Numancia          |
| Real Murcia                   | 1:0          | Racing Santander     |
| FC Cartagena                  | 4:1          | SD Leioa             |
| CD Mensajero                  | 0:3          | CD Tenerife          |
| 18 grudnia 2019               |              |                      |
| UD San Sebastián de los Reyes | 2:0          | Córdoba CF           |
| El Palmar CF                  | 1:2          | Getafe CF            |
| Comillas CF                   | 0:5          | Villarreal CF        |
| Tolosa CF                     | 0:3          | Real Valladolid      |
| CD El Álamo                   | 0:1          | RCD Mallorca         |
| CD Tudelano                   | 0:1          | Albacete Balompié    |
| Bergantiños FC                | 0:1          | Sevilla FC           |
| CF Badalona                   | 3:1          | Real Oviedo          |
| UD Melilla                    | 1:2          | UCAM Murcia CF       |
| Sestao River Club             | 1:1 (k. 6:5) | CD Lugo              |
| Barakaldo CF                  | 0:0 (k. 5:3) | Villarrubia CF       |
| 19 grudnia 2019               |              |                      |
| Melilla CD                    | 0:5          | Levante UD           |
| CD Peña Azagresa              | 0:2          | Celta Vigo           |
| CA Antoniano                  | 0:4          | Real Betis           |
| Lleida Esportiu               | 0:2          | RCD Espanyol         |
| SCR Peña Deportiva            | 0:1 (dogr.)  | SD Ponferradina      |
| Cultural Leonesa              | 3:0          | Las Rozas CF         |
| SD Amorebieta                 | 0:1          | CD Badajoz           |
| UE Llagostera                 | 0:1 (dogr.)  | Haro Deportivo       |
| CF Rayo Majadahonda           | 1:0          | Racing de Ferrol     |
| CD Laredo                     | 0:1          | SD Huesca            |
| UD Tamaraceite                | 3:2 (dogr.)  | UD Almería           |
| Gimnàstic Tarragona           | 3:1 (dogr.)  | UE Olot              |
| UE Cornellà                   | 0:0 (k. 4:5) | Orihuela CF          |
| CD Becerril                   | 0:8          | Real Sociedad        |
| CF Lorca Deportiva            | 0:3          | CA Osasuna           |
| Linares Deportivo             | 1:2          | Girona FC            |
| 8 stycznia 2020               |              |                      |
| Mérida AD                     | 2:2 (k. 3:2) | CF La Nucía          |
| Pontevedra CF                 | 0:2          | UD Ibiza             |

## Druga runda
Zespoły zostały rozlosowane tak, aby drużyny z Primera División zmierzyły się z drużynami z niższych dywizji. Losowanie odbyło 20 grudnia 2019 roku.
Mecze zostały rozegrane były pomiędzy 11 a 12 stycznia 2020 roku (rozegrany został jeden mecz).
| Drużyna 1                     | Wynik        | Drużyna 2           |
| ----------------------------- | ------------ | ------------------- |
| 11 stycznia 2020              |              |                     |
| Zamora CF                     | 0:1          | RCD Mallorca        |
| Gimnàstic Tarragona           | 1:3          | Real Saragossa      |
| UCAM Murcia CF                | 2:3 (dogr.)  | CD Mirandés         |
| Haro Deportivo                | 1:2          | CA Osasuna          |
| SD Logroñés                   | 0:5          | SD Eibar            |
| Real Murcia                   | 0:4          | CD Leganés          |
| Club Portugalete              | 0:3          | Real Betis          |
| CD Ebro                       | 1:0 (dogr.)  | SD Ponferradina     |
| UD Ibiza                      | 1:1 (k. 5:3) | Albacete Balompié   |
| CF Rayo Majadahonda           | 1:1 (k. 2:4) | CD Tenerife         |
| Yeclano Deportivo             | 1:2          | Elche CF            |
| CD Badajoz                    | 2:1          | UD Las Palmas       |
| Sestao River Club             | 0:4          | Athletic Bilbao     |
| CF Badalona                   | 2:0          | Getafe CF           |
| Cultural Leonesa              | 2:1          | SD Huesca           |
| Recreativo Huelva             | 0:0 (k. 5:4) | Fuenlabrada         |
| FC Cartagena                  | 2:4          | Girona FC           |
| UD Logroñés                   | 1:1 (k. 4:2) | Cádiz CF            |
| UD Tamaraceite                | 0:1          | Granada CF          |
| Marbella                      | 1:1 (k. 1:4) | Real Valladolid     |
| Orihuela CF                   | 1:2 (dogr.)  | Villarreal CF       |
| 12 stycznia 2020              |              |                     |
| UM Escobedo                   | 0:5          | Sevilla FC          |
| CP Cacereño                   | 1:2          | SD Eibar            |
| UD San Sebastián de los Reyes | 0:2          | RCD Espanyol        |
| Unionistas de Salamanca CF    | 1:1 (k. 8:7) | Deportivo La Coruña |
| AD Ceuta FC                   | 0:4          | Real Sociedad       |
| Real Jaén                     | 1:1 (k. 4:5) | Levante UD          |
| Mérida AD                     | 1:4          | Celta Vigo          |
| Barakaldo CF                  | 0:2          | Rayo Vallecano      |

## 1/16 finału
Cztery drużyny uczestniczące w Superpucharze Hiszpanii 2019–2020 zostały najpierw wylosowane z drużynami z najniższej kategorii. Po nich wszystkie pozostałe drużyny z najniższych kategorii zmierzyły się z resztą drużyn La Liga. Losowanie odbyło się 14 stycznia 2020 roku.
Mecze zostały rozegrane były pomiędzy 21 a 23 stycznia 2020 roku (rozegrany został jeden mecz).
| 21 stycznia 2020        |              |                 |
| Antequera CF            | 2:3          | CA Osasuna      |
| Real Saragossa          | 3:1          | RCD Mallorca    |
| Sevilla FC              | 3:1          | Levante UD      |
| 22 stycznia 2020        |              |                 |
| UD Ibiza                | 1:2          | FC Barcelona    |
| Elche CF                | 1:1 (k. 4:5) | Athletic Bilbao |
| UD Logroñés             | 0:1          | Valencia CF     |
| Unionistas de Salamanca | 1:3          | Real Madryt     |
| CF Badalona             | 1:3 (dogr.)  | Granada CF      |
| CD Tenerife             | 2:1          | Real Valladolid |
| Girona FC               | 0:3          | Villarreal CF   |
| Real Sociedad           | 2:0          | RCD Espanyol    |
| 23 stycznia 2020        |              |                 |
| CD Ebro                 | 0:1          | CD Leganés      |
| CD Mirandés             | 2:1 (dogr.)  | Celta Vigo      |
| Cultural Leonesa        | 2:1 (dogr.)  | Atlético Madryt |
| CD Badajoz              | 3:1          | SD Eibar        |
| Rayo Vallecano          | 2:2 (k. 4:2) | Real Betis      |

### Mecze
| 21 stycznia 2020 | Antequera CF                        | 2:3 (pd.)       | CA Osasuna                            |                                                                 |
| 19:00 CET        | Morcillo 13' · Roncaglia 45' (sam.) | (2:0, 2:2, 2:2) | 76' Brašanac · 83' Ávila · 111' Pérez | Nuevo Colombino, Huelva Widzów: 5 000 Sędzia: Jesús Gil Manzano |

| 21 stycznia 2020 | Real Saragossa                       | 3:1   | RCD Mallorca |                                                                  |
| 19:00 CET        | Blanco 48' · Puado 54' · Linares 75' | (0:0) | 85' Febas    | La Romareda, Saragossa Widzów: 6 000 Sędzia: Antonio Mateu Lahoz |

| 21 stycznia 2020 | Sevilla FC                              | 3:1   | Levante UD |                                                                                     |
| 21:00 CET        | Fernando 13' · Ocampos 46' · Torres 78' | (1:1) | 31' Duarte | Estadio Ramón Sánchez Pizjuán, Sewilla Widzów: 28 104 Sędzia: José Sánchez Martínez |

| 22 stycznia 2020 | UD Ibiza   | 1:2   | FC Barcelona         |                                                                                    |
| 19:00 CET        | Caballé 9' | (1:0) | 72', 90+4' Griezmann | Estadi Municipal de Can Misses, Ibiza Widzów: 6 500 Sędzia: Pablo González Fuertes |

| 22 stycznia 2020 | Elche CF                                                  | 1:1 (pd.)               | Athletic Bilbao                                                           |                                                                                   |
| 19:00 CET        | Chaves 41'                                                | (1:1, 1:1, 1:1, k. 4:5) | 5' Williams                                                               | Estadio Manuel Martínez Valero, Elche Widzów: 13 834 Sędzia: José Munuera Montero |
| 19:00 CET        | · Sánchez · Folch · Nino · Qasmi · Aguayo · Calvo · Tekio | Rzuty karne             | · R. García · Muniain · López · Williams · Villalibre · Berchiche · Vesga | Estadio Manuel Martínez Valero, Elche Widzów: 13 834 Sędzia: José Munuera Montero |

| 22 stycznia 2020 | UD Logroñés | 0:1   | Valencia CF |                                                                        |
| 21:00 CET        |             | (0:1) | 15' Gómez   | Estadio Las Gaunas, Logroño Widzów: 11 152 Sędzia: Adrián Cordero Vega |

| 22 stycznia 2020 | Unionistas de Salamanca | 1:3   | Real Madryt                                |                                                                        |
| 21:00 CET        | Romero 57'              | (0:1) | 18' Bale · 62' (sam.) Góngora · 90+2' Díaz | Estadio Helmántico, Salamanka Widzów: 4 000 Sędzia: Mario Melero López |

| 22 stycznia 2020 | CF Badalona | 1:3 (pd.)       | Granada CF                                  |                                                                       |
| 21:00 CET        | Robusté 58' | (0:1, 1:1, 1:2) | 2' Köybaşı · 102' Gonalons · 110' Fernández | Estadi Municipal, Badalona Widzów: 3 200 Sędzia: Santiago Jaime Latre |

| 22 stycznia 2020 | CD Tenerife                 | 2:1   | Real Valladolid |                                                                                       |
| 21:00 CET        | Joselu 67' · Gómez 86' (k.) | (0:0) | 52' Sandro      | Estadio Heliodoro Rodríguez López, Teneryfa Widzów: 8 403 Sędzia: David Medié Jiménez |

| 22 stycznia 2020 | Girona FC | 0:3   | Villarreal CF                                |                                                                         |
| 21:00 CET        |           | (0:0) | 54' Funes Mori · 70' Cazorla · 72' Chukwueze | Estadi Montilivi, Girona Widzów: 928 Sędzia: Guillermo Cuadra Fernández |

| 22 stycznia 2020 | Real Sociedad                | 2:0   | RCD Espanyol |                                                                                    |
| 21:00 CET        | Barrenetxea 45+1' · Isak 62' | (1:0) |              | Estadio Anoeta, San Sebastián Widzów: 21 647 Sędzia: Alejandro Hernández Hernández |

| 23 stycznia 2020 | CD Ebro | 0:1   | CD Leganés |                                                                              |
| 19:00 CET        |         | (0:1) | 44' Silva  | Estadio Pedro Sancho, Saragossa Widzów: 1 800 Sędzia: José González González |

| 23 stycznia 2020 | CD Mirandés                     | 2:1 (pd.)       | Celta Vigo |                                                                                          |
| 19:00 CET        | Matheus 28' (k.) · Sánchez 114' | (1:0, 1:1, 1:1) | 74' Sisto  | Estadio Municipal de Anduva, Miranda de Ebro Widzów: 2 407 Sędzia: Juan Martínez Munuera |

| 23 stycznia 2020 | Cultural Leonesa            | 2:1 (pd.)       | Atlético Madryt |                                                                  |
| 21:00 CET        | Castañeda 83' · Benito 108' | (0:0, 1:1, 1:1) | 62' Correa      | Estadio Reino, León Widzów: 12 252 Sędzia: Javier Alberola Rojas |

| 23 stycznia 2020 | CD Badajoz                                 | 3:1   | SD Eibar         |                                                                              |
| 21:00 CET        | Fobi 8' · Corredera 21' (k.) · Vázquez 72' | (2:1) | 29' (k.) Charles | Estadio Nuevo Vivero, Badajoz Widzów: 11 864 Sędzia: Carlos del Cerro Grande |

| 23 stycznia 2020 | Rayo Vallecano                    | 2:2 (pd.)               | Real Betis                        |                                                                                         |
| 21:00 CET        | Catena 47' · Martín 118'          | (0:0, 1:1, 1:2, k. 4:2) | 84' Joaquín · 97' Morón           | Campo de Fútbol de Vallecas, Madryt Widzów: 11 800 Sędzia: Ricardo de Burgos Bengoetxea |
| 21:00 CET        | · Suárez · Pozo · García · Catena | Rzuty karne             | · Joaquín · Morón · Aleñá · Tello | Campo de Fútbol de Vallecas, Madryt Widzów: 11 800 Sędzia: Ricardo de Burgos Bengoetxea |

## 1/8 finału
Sześć drużyn La Liga zostało dolosowanych do sześciu zespołów z niższych lig. Pozostałe zespoły La Liga zostały rozlosowane między sobą. Losowanie odbyło się 24 stycznia 2020 roku.
Mecze zostaną rozegrane pomiędzy 28 a 30 stycznia 2020 roku (rozegrany zostanie jeden mecz).
| 28 stycznia 2020 |              |                 |
| CD Tenerife      | 3:3 (k. 2:4) | Athletic Bilbao |
| 29 stycznia 2020 |              |                 |
| CD Badajoz       | 2:3 (dogr.)  | Granada CF      |
| Cultural Leonesa | 0:0 (k. 2:4) | Valencia CF     |
| Real Saragossa   | 0:4          | Real Madryt     |
| Rayo Vallecano   | 0:2          | Villarreal CF   |
| Real Sociedad    | 3:1          | CA Osasuna      |
| 30 stycznia 2020 |              |                 |
| FC Barcelona     | 5:0          | CD Leganés      |
| CD Mirandés      | 3:1          | Sevilla FC      |

### Mecze
| 28 stycznia 2020 | CD Tenerife                             | 3:3 (pd.)               | Athletic Bilbao                                       |                                                                                           |
| 21:00 CET        | Joselu 8' (k.), 21' · Gómez 105+1' (k.) | (2:1, 2:2, 3:2, k. 2:4) | 17', 54' Williams · 118' Berchiche                    | Estadio Heliodoro Rodríguez López, Teneryfa Widzów: 17 482 Sędzia: Pablo González Fuertes |
| 21:00 CET        | · Sanz · Nahuel · Joselu · Moore        | Rzuty karne             | · R. García · Muniain · Vesga · Martínez · Villalibre | Estadio Heliodoro Rodríguez López, Teneryfa Widzów: 17 482 Sędzia: Pablo González Fuertes |

| 29 stycznia 2020 | Cultural Leonesa                    | 0:0 (pd.)               | Valencia CF                         |                                                                   |
| 19:00 CET        |                                     | (0:0, 0:0, 0:0, k. 2:4) |                                     | Estadio Reino, León Widzów: 12 448 Sędzia: Valentín Pizarro Gómez |
| 19:00 CET        | · Menudo · Benito · Pichín · Montes | Rzuty karne             | · Coquelin · Soler · Gómez · Parejo | Estadio Reino, León Widzów: 12 448 Sędzia: Valentín Pizarro Gómez |

| 29 stycznia 2020 | Rayo Vallecano | 0:2   | Villarreal CF          |                                                                                   |
| 19:00 CET        |                | (0:0) | 84' Niño · 85' Cazorla | Campo de Fútbol de Vallecas, Madryt Widzów: 7 500 Sędzia: Eduardo Prieto Iglesias |

| 29 stycznia 2020 | CD Badajoz                   | 2:3 (pd.)       | Granada CF                                    |                                                                       |
| 21:00 CET        | Vázquez 8' · Caballero 90+3' | (1:1, 2:2, 2:2) | 1' A. Martínez · 86' Soldado · 109' Fernández | Estadio Nuevo Vivero, Badajoz Widzów: 14 898 Sędzia: César Soto Grado |

| 29 stycznia 2020 | Real Saragossa | 0:4   | Real Madryt                                          |                                                                      |
| 21:00 CET        |                | (0:2) | 6' Varane · 32' Vázquez · 72' Vinícius · 79' Benzema | La Romareda, Saragossa Widzów: 31 500 Sędzia: José González González |

| 29 stycznia 2020 | Real Sociedad                | 3:1   | CA Osasuna  |                                                                           |
| 21:00 CET        | Isak 33', 69' · Ødegaard 61' | (1:1) | 36' Cardona | Estadio Anoeta, San Sebastián Widzów: 31 236 Sędzia: José Munuera Montero |

| 30 stycznia 2020 | FC Barcelona                                             | 5:0   | CD Leganés |                                                                       |
| 19:00 CET        | Griezmann 4' · Lenglet 27' · Messi 59', 89' · Arthur 77' | (2:0) |            | Camp Nou, Barcelona Widzów: 43 216 Sędzia: Guillermo Cuadra Fernández |

| 30 stycznia 2020 | CD Mirandés               | 3:1   | Sevilla FC   |                                                                                         |
| 21:00 CET        | Matheus 7', 30' · Rey 85' | (2:0) | 90+1' Nolito | Estadio Municipal de Anduva, Miranda de Ebro Widzów: 4 500 Sędzia: Santiago Jaime Latre |

## Ćwierćfinały
Jedna drużyna La Liga została dolosowana do zespołu z niższej ligi. Pozostałe zespoły La Liga zostały rozlosowane między sobą. Losowanie odbyło się 31 stycznia 2020 roku.
Mecze zostaną rozegrane pomiędzy 4 a 6 lutego 2020 roku (rozegrany zostanie jeden mecz).
| Drużyna 1       | Wynik | Drużyna 2     |
| --------------- | ----- | ------------- |
| 4 lutego 2020   |       |               |
| Granada CF      | 2:1   | Valencia CF   |
| 5 lutego 2020   |       |               |
| CD Mirandés     | 4:2   | Villarreal CF |
| 6 lutego 2020   |       |               |
| Real Madryt     | 3:4   | Real Sociedad |
| Athletic Bilbao | 1:0   | FC Barcelona  |

### Mecze
| 4 lutego 2020 | Granada CF             | 2:1   | Valencia CF |                                                                           |
| 21:00 CET     | Soldado 3', 90+4' (k.) | (1:1) | 40' Rodrigo | Nuevo Los Cármenes, Grenada Widzów: 16 551 Sędzia: José González González |

| 5 lutego 2020 | CD Mirandés                                                        | 4:2   | Villarreal CF                    |                                                                            |
| 21:00 CET     | Matheus 17' · Merquelanz 45+3' (k.) · Onaindia 58' · Sánchez 90+2' | (2:1) | 32' Ontiveros · 56' (k.) Cazorla | Anduva, Miranda de Ebro Widzów: 4 428 Sędzia: Ricardo de Burgos Bengoetxea |

| 6 lutego 2020 | Real Madryt                             | 3:4   | Real Sociedad                             |                                                                      |
| 19:00 CET     | Marcelo 59' · Rodrygo 81' · Nacho 90+3' | (0:1) | 22' Ødegaard · 54', 56' Isak · 69' Merino | Santiago Bernabéu, Madryt Widzów: 64 012 Sędzia: Antonio Mateu Lahoz |

| 6 lutego 2020 | Athletic Bilbao       | 1:0   | FC Barcelona |                                                                |
| 21:00 CET     | Busquets 90+3' (sam.) | (0:0) |              | San Mamés, Bilbao Widzów: 49 154 Sędzia: Juan Martínez Munuera |

## Półfinały
Losowanie odbyło się 7 lutego 2020 roku.
Mecze zostały rozegrane w dniach 12-13 lutego i 4-5 marca 2020 roku (rozegrany został dwumecz).
| Drużyna 1                            | Wynik dwumeczu | Drużyna 2   | Pierwszy mecz | Drugi mecz |
| ------------------------------------ | -------------- | ----------- | ------------- | ---------- |
| Athletic Bilbao                      | 2:2 (br. wyj.) | Granada CF  | 1:0           | 1:2        |
| Real Sociedad                        | 3:1            | CD Mirandés | 2:1           | 1:0        |
| Po lewej gospodarz pierwszego meczu. |                |             |               |            |

### Pierwsze mecze
| 12 lutego 2020 | Athletic Bilbao | 1:0   | Granada CF |                                                                        |
| 21:00 CET      | Muniain 42'     | (1:0) |            | San Mamés, Bilbao Widzów: 48 149 Sędzia: Alejandro Hernández Hernández |

| 13 lutego 2020 | Real Sociedad                    | 2:1   | CD Mirandés |                                                                        |
| 21:00 CET      | Oyarzabal 9' (k.) · Ødegaard 42' | (2:1) | 39' Matheus | Estadio Anoeta, San Sebastián Widzów: 35 154 Sędzia: Jesús Gil Manzano |

### Rewanże
| 4 marca 2020 | CD Mirandés | 0:1   | Real Sociedad      |                                                                     |
| 21:00 CET    |             | (0:1) | 41' (k.) Oyarzabal | Anduva, Miranda de Ebro Widzów: 5 583 Sędzia: José Sánchez Martínez |

| 5 marca 2020 | Granada CF                  | 2:1   | Athletic Bilbao |                                                                            |
| 21:00 CET    | Fernández 48' · Sánchez 76' | (0:0) | 81' Berchiche   | Nuevo Los Cármenes, Grenada Widzów: 20 799 Sędzia: Carlos del Cerro Grande |

## Finał
| 3 kwietnia 2021 21:30 CET | Athletic Bilbao | 0:1(0:0)Raport | Real Sociedad · 63' (k) Oyarzabal | Estadio La Cartuja, Sewilla Widzów: 0 Sędzia: Javier Estrada Fernández |
|                           |                 |                |                                   |                                                                        |

| Athletic Bilbao | Real Sociedad |

|                        | 1  | Unai Simón          |     |       |
|                        | 18 | Óscar de Marcos     |     |       |
|                        | 5  | Yeray Álvarez       |     |       |
|                        | 4  | Iñigo Martínez      | 62' |       |
|                        | 17 | Yuri Berchiche      |     | 90+3' |
|                        | 12 | Alejandro Berenguer |     | 76'   |
|                        | 14 | Dani García         | 35' | 76'   |
|                        | 27 | Unai Vencedor       |     | 68'   |
|                        | 10 | Iker Muniain (c)    |     |       |
|                        | 9  | Iñaki Williams      |     |       |
|                        | 22 | Raúl García         |     |       |
| Zmiany:                |    |                     |     |       |
|                        | 13 | Jokin Ezkieta       |     |       |
|                        | 3  | Unai Núñez          |     |       |
|                        | 15 | Iñigo Lekue         |     |       |
|                        | 21 | Ander Capa          |     | 90+3' |
|                        | 24 | Mikel Balenziaga    |     |       |
|                        | 6  | Mikel Vesga         |     | 76'   |
|                        | 8  | Unai López          |     | 68'   |
|                        | 7  | Ibai Gómez          |     |       |
|                        | 20 | Asier Villalibre    |     | 76'   |
| Trener:                |    |                     |     |       |
| Marcelino García Toral |    |                     |     |       |

|                 | 1  | Álex Remiro         |     |       |
|                 | 18 | Andoni Gorosabel    |     | 90+3' |
|                 | 5  | Igor Zubeldia       |     |       |
|                 | 24 | Robin Le Normand    |     |       |
|                 | 20 | Nacho Monreal       |     |       |
|                 | 36 | Martín Zubimendi    |     |       |
|                 | 21 | David Silva         |     | 85'   |
|                 | 8  | Mikel Merino        | 71' |       |
|                 | 7  | Cristian Portugués  |     | 89'   |
|                 | 19 | Alexander Isak      |     | 89'   |
|                 | 10 | Mikel Oyarzabal (c) |     |       |
| Zmiany:         |    |                     |     |       |
|                 | 34 | Gaizka Ayesa        |     |       |
|                 | 6  | Aritz Elustondo     |     | 90+3' |
|                 | 12 | Aihen Muñoz         |     |       |
|                 | 15 | Modibo Sagnan       |     |       |
|                 | 11 | Adnan Januzaj       |     |       |
|                 | 16 | Ander Guevara       |     | 85'   |
|                 | 9  | Carlos Fernández    |     | 89'   |
|                 | 22 | Ander Barrenetxea   |     | 89'   |
|                 | 25 | Jon Bautista        |     |       |
| Trener:         |    |                     |     |       |
| Imanol Alguacil |    |                     |     |       |

| Copa del Rey 2019–20 Zwycięzcy |
| ------------------------------ |
| Real Sociedad 3. Tytuł         |

## Najlepsi Strzelcy
| Bramki | Zawodnik          | Drużyna          |
| ------ | ----------------- | ---------------- |
| 7      | Alexander Isak    | Real Sociedad    |
| 6      | Matheus           | CD Mirandés      |
| 4      | Yuri Berchiche    | Athletic Bilbao  |
| 4      | Santi Cazorla     | Villarreal CF    |
| 4      | Adnan Januzaj     | Real Sociedad    |
| 4      | Roberto Soldado   | Granada CF       |
| 3      | Carlos Bacca      | Villarreal CF    |
| 3      | Ander Barrenetxea | Real Sociedad    |
| 3      | Sergio Benito     | Cultural Leonesa |
| 3      | Guido Carrillo    | CD Leganés       |
| 3      | Charles           | SD Eibar         |
| 3      | Pablo de Blasis   | SD Eibar         |
| 3      | Carlos Fernández  | Granada CF       |
| 3      | Antoine Griezmann | FC Barcelona     |
| 3      | Joselu            | CD Tenerife      |
| 3      | Martin Ødegaard   | Real Sociedad    |
| 3      | Álvaro Rey        | CD Mirandés      |
| 3      | Iñaki Williams    | Athletic Bilbao  |

Źródło: